# Decennium van de Roma
Het Decennium van de Roma was een initiatief van zeven Centraal- en Zuidoost-Europese landen om de sociaal-economische status en integratie van de Roma (zigeuners) te bevorderen. Dit initiatief was in 2005 gestart, met de start van het Decennium van de Roma, dat liep van 2005 tot 2015. Het internationale project was het eerste in zijn soort om het leven van de Roma in Europa daadwerkelijk te verbeteren.
Acht landen namen deel aan het Decennium van de Roma, te weten: Bulgarije, Kroatië, Tsjechië, Hongarije, Noord-Macedonië, Montenegro, Roemenië en Servië. Al deze landen hebben een aanzienlijke Roma-minderheid, die een relatieve achterstand heeft, zowel economisch als sociaal.
De regeringen van de zeven landen hadden in 2005 besloten de kloof in welvaart en levensomstandigheden tussen de Roma en de niet-Roma te verkleinen. Daarnaast was als doel gesteld om de spiraal van armoede en uitsluiting waarin veel Roma zich bevinden, te doorbreken.